# 小行星5432
小行星5432（英語：5432 Imakiire）是一颗围绕太阳公转的小行星。1988年11月3日，小島卓雄在千代田发现了此天体。
这颗小行星的绝对星等为305.6436795483505等。